# Spazi delle righe e delle colonne

Righe di una matrice.

Colonne di una matrice.

In matematica, e in particolare in algebra lineare, lo spazio delle righe di una matrice {\displaystyle A_{m\times n}} con valori reali (o più in generale in un campo {\displaystyle K}) è il sottospazio di {\displaystyle \mathbb {R} ^{n}} (o più in generale di {\displaystyle K^{n}} ) generato dai vettori riga della matrice. Analogamente, lo spazio delle colonne è il sottospazio di {\displaystyle K^{m}} generato dalle colonne.
Pur essendo contenuti in spazi vettoriali differenti, lo spazio delle righe e lo spazio delle colonne hanno la stessa dimensione, pari al rango di {\displaystyle A}. Tale dimensione è al più il minimo fra gli interi {\displaystyle m} e {\displaystyle n}.

## Esempio
Ad esempio, consideriamo una matrice
{\displaystyle A:={\begin{bmatrix}2&4&1&3&2\\-1&-2&1&0&5\\1&6&2&2&2\\3&6&2&5&1\\\end{bmatrix}}}
e denotiamo le sue righe con
{\displaystyle r_{1}=(2,4,1,3,2),r_{2}=(-1,-2,1,0,5),r_{3}=(1,6,2,2,2),r_{4}=(3,6,2,5,1)}.
Lo spazio delle righe di {\displaystyle A} è il sottospazio di {\displaystyle \mathbb {R} ^{5}} generato da
{\displaystyle \{r_{1},r_{2},r_{3},r_{4}\}}
Viceversa, denotando le colonne con
{\displaystyle c_{1}=(2,-1,1,3),c_{2}=(4,-2,6,6),c_{3}=(1,1,2,2),c_{4}=(3,0,2,5),c_{5}=(2,5,2,1)}.
Lo spazio delle colonne di {\displaystyle A} è il sottospazio di {\displaystyle \mathbb {R} ^{4}} generato da
{\displaystyle \{c_{1},c_{2},c_{3},c_{4},c_{5}\}}

## Proprietà
Lo spazio delle colonne è anche l'immagine dell'applicazione lineare {\displaystyle L_{A}:K^{n}\to K^{m}} definita come
{\displaystyle x\mapsto Ax.}